# Moon Express
Moon Express is een Amerikaans ruimtevaartbedrijf opgericht in 2010 in   Mountain View, Californië. Het private bedrijf is een idee van meerdere bedrijven uit de Silicon Valley en ruimtevaart-ondernemers en wordt gerekend tot de NewSpace-beweging. Zij hebben als doel terug te keren naar de maan, haar geheimen te ontrafelen en hulpbronnen te ontsluiten ten behoeve van de mensheid.
Op een commerciële en robotachtige wijze willen zij op termijn mijnbouw op de maan mogelijk maken. Daarbij zouden hier op aarde zeldzame elementen als niobium, yttrium en dysprosium een rol kunnen spelen.

## Geschiedenis
Het bedrijf was tot 2015 gestationeerd op het NASA Ames Research Center en werd daarna verplaatst naar Port Canaveral, de zeehaven van Cape Canaveral. Men had toen 20 werknemers in dienst.
Midden 2012 startte Moon Express het International Lunar Observatory (ILOA) met de bedoeling een telescoop in schoenendoosformaat op de maan te plaatsen.
In oktober 2015 tekende Moon Express een contract met Rocket Lab om drie Moon Express-“robotic-ruimtevaartuigen” te lanceren met een Electron-draagraket. Twee daarvan waren gepland in 2017. In 2016 werd Moon Express naar Cape Canaveral-lanceercomplexen 17 en 18 verplaatst.
Op 20 juli 2016 keurde het Federal Aviation Administration de missies met commerciële plannen – onder de eisen van het Ruimteverdrag – naar de maan goed.
Op 12 juli 2018 werden de torens van het historische lanceerplatform 17 om veiligheidsredenen gesloopt. Daarna nam Moon Express daar en op het nabijgelegen LC-18 zijn intrek voor het testen van hun maanlanders. Die sloop was overigens al ruim voordat de deal met Moon Express rond kwam ingepland.
De testactiviteiten zelf zullen op het voormalige lanceercomplex 18 plaatsvinden.
Het bedrijf heeft meegedaan aan de Google Lunar X Prize, een prijs die zou worden toegekend aan de eerste particuliere landing op de maan. De deadline was 2015, maar werd verschoven naar 31 maart 2018. Uiteindelijk heeft geen enkele deelnemer de deadline gehaald.
De eerste twee lanceringen stonden per 2017 voor 2019 gepland en een derde voor een later tijdstip.
“Lunar Scout” zou de eerste missie met maanlander zijn met daarin:
- Een kleine telescoop; de ILO-1. De beoogde locatie van de landing is op de Zuidpool nabij de Malapert-krater.
- MoonLIGHT laser-retroreflector. Een in Italië gebouwd experiment van het INFN en de Universiteit van Maryland. Deze zal onderzoek doen naar zwaartekracht en algemene relativiteitstheorie.
- Celestis memorial. Een container met enkele menselijke resten.

De tweede missie zal de "Lunar Outpost" zijn, een robotachtige buitenpost op de maan.
De derde missie, genaamd “Harvest Moon”, zou monsters mee terug moeten nemen.
Moon Express raakte na z’n verhuizing naar Cape Canaveral in zwaar weer. Verschillende toptechnici verhuisden liever niet naar Florida en verlieten het bedrijf, waardoor Moon Express vertraging opliep en flink moest afschalen van 45 medewerkers naar zeven. Ook de verhuizing van Lanceercomplex 36 naar lanceercomplexen 17 en 18 pakten duurder uit terwijl een belangrijke investeerder zich terug trok.